# Annie Arniel
Annie Arniel (mayo de 1873-9 de febrero de 1924) fue una sufragista y defensora de los derechos de la mujer. Nacida en Harrington (Delaware) (Estados Unidos), se casó con George Arniel, del Canadá, y enviudó en 1910. Annie desempeñó un papel fundamental para ayudar a ganar el voto femenino en los Estados Unidos.

## Activismo
Arniel era una trabajadora de fábrica, que vivía en el centro de Wilmington (Delaware), cuando fue reclutada por Mabel Vernon y Alice Paul para ser miembro del Partido Nacional de la Mujer (NWP). Como miembro de los Centinelas del Silencio estuvo entre las primeras seis sufragistas arrestadas y encarceladas el 27 de junio de 1917 en la Casa Blanca. Cumplió ocho penas de prisión por protestar por el sufragio: tres días en junio de 1917; 60 días en la prisión de Occoquan (Virginia), de agosto a septiembre de 1917, por hacer piquetes; 15 días por una reunión en Lafayette Square; y cinco sentencias de cinco días cada una en enero y febrero de 1919 por las manifestaciones de vigilancia del NWP.
Tras participar en una manifestación en el Capitolio de los Estados Unidos en octubre de 1919, Arniel fue «tratada tan brutalmente por la policía que quedó inconsciente y se le lesionó la espalda. La llevaron a un hospital y la policía dijo que la habían ‘maltratado un poco’ cuando le confiscaron la pancarta. En el hospital la policía dijo a los asistentes que había sido herida en un accidente de coche en la calle.»

## Fallecimiento
De acuerdo con el Delaware Death Record de Arniel, ella murió el 9 de febrero de 1924 a la edad de 55 años. La causa de la muerte fue «asfixiada por el gas de iluminación; intento de suicidio».